# Francisco Labadie Otermin
Francisco Labadie Otermin (Santander, 10 de febrero de 1917-Madrid, 18 de marzo de 2001) fue un abogado, militar y político español, procurador de las Cortes franquistas entre 1943 y 1977 en calidad de consejero nacional del Movimiento y de representante de la Organización Sindical.

## Biografía
Nacido en Santander el 2 de febrero de 1917, realizó estudios de derecho.
«Camisa Vieja» de Falange, tras el estallido de la Guerra civil se unió a las fuerzas sublevadas y combatió bajo una bandera de Falange. En 1941 se alistó como voluntario de la División Azul, combatiendo en la Segunda Guerra Mundial junto al Ejército alemán. En abril de 1948, cuando era gobernador civil y jefe provincial de FET y de las JONS en Tarragona, envió una circular a sus «camaradas» de la Guardia de Franco en la cual lamentaba la derrota de la Alemania nazi.
Ejerció como gobernador civil y jefe provincial de la FET y de las JONS de Zamora, Teruel, Tarragona y Oviedo. Acendrado falangista, durante su mandato como gobernador civil en Teruel se modificó la composición de la gestoras locales en la provincia mediante la sustitución de los cuadros católicos y conservadores por los falangistas. Además, durante su mandato también se unificaron los cargos de gobernador civil y jefe provincial de FET y de las JONS. Más adelante desempeñó la presidencia del Instituto Nacional de Previsión, entre 1957 y 1963. En el seno de la Organización Sindical desempeñaría algunos cargos. También fue procurador en las Cortes franquistas y miembro del Consejo Nacional de FET y de las JONS; en calidad de tal formó parte de la Comisión que redactó el Estatuto Jurídico de las Asociaciones Políticas.
Durante el tardofranquismo se alineó con las tesis del Búnker, llegando a declarar en octubre de 1974:

Yo proclamo aquí con energía dos verdades políticas que no estamos dispuestos a someter a debate ni a consideración electoral: que ganamos una guerra para construir un nuevo Estado que transformara revolucionariamente unas estructuras sociales y económicas insoportables, y que defenderemos con uñas y con dientes si es necesario la legitimidad de una victoria que es hoy patrimonio de todo el pueblo español [...] No admitimos deslealtades ni traiciones a la patria. O se está con el pueblo y su destino o se está contra el pueblo y contra España.

Fundador de la ultraderechista «Plataforma 2003», también colaboraría activamente con la Fundación Nacional Francisco Franco.

## Obras
- —— (1963). Desarrollo económico y Seguridad Social. Separata de la obra El nuevo Estado Español. 24x17. Madrid: Imprenta Nacional. p. 15.
- ——; Cerezo Barredo, Gonzalo (1946). La hora de Asturias. 21 cm. Madrid: Ediciones Iberoamericanas. p. 238.

## Reconocimientos
- Medalla de Oro al Mérito Social Penitenciario (1945);
- Gran Cruz de la Orden Civil del Mérito Agrícola (1949);
- Gran Cruz de la Orden de Cisneros (1966);
- Gran Cruz de la Orden Imperial del Yugo y las Flechas (1973);